# Eumolpini
Tribu
Les Eumolpini sont une tribu de coléoptères de la famille des Chrysomelidae et de la sous-famille des Eumolpinae.

## Genres
- Brachypnoea Gistel, 1850
- Chrysochus Chevrolat in Dejean, 1836
- Chrysodinopsis J. Bechyné, 1950
- Colaspis Fabricius, 1801
- Colaspoides Laporte, 1833
- Eumolpus Weber, 1801
- Euphrytus Jacoby, 1881
- Glyptoscelis Chevrolat in Dejean, 1836
- Megascelis Latreille, 1825
- Metaparia Crotch, 1873
- Myochrous Erichson, 1847
- Promecosoma Lefèvre, 1877
- Rhabdopterus Lefèvre, 1877
- Spintherophyta Dejean, 1836
- Tymnes Chapuis, 1874
- Zenocolaspis J. Bechyné, 1997